# Miroslav Jindra
Miroslav Jindra (5. srpna 1929, Praha – 27. července 2021) byl anglista, vysokoškolský pedagog a překladatel z
angličtiny.

## Život
Maturoval roku 1948 na reálném gymnáziu v Praze, v letech 1948–1952 vystudoval v učitelském studiu angličtinu a češtinu na Filozofické fakultě Univerzity Karlovy a roku 1953 získal titul doktora filozofie. V letech 1952–1964 pracoval jako asistent a pak jako odborný asistent angličtiny na několika vysokoškolských katedrách jazyků a následně do roku 1976 jako lingvistický specialista na anglickou gramatiku v ČSAV. Poté až do odchodu do důchodu v roce 2000 působil jako odborný asistent v Ústavu anglistiky a amerikanistiky Filozofické fakulty Univerzity Karlovy. V důchodu pak ještě několik let pokračoval externě v práci jednak v Ústavu a jednak na Katedře anglistiky Pedagogické fakulty Univerzita Jana Evangelisty Purkyně v Ústí nad Labem.
Odborně se nejprve orientoval na dějiny anglické literatury, brzy se však soustředil na moderní americkou a kanadskou literaturu. Věnoval se také problematice literárního překladu. Kromě překladů anglicky psané beletrie a poezie spolupracoval na učebnicích angličtiny a je rovněž autorem několika desítek doslovů a předmluv k překladům anglicky psané literatury. Řadu let byl členem výboru Obce překladatelů a předsedou poroty Soutěže Jiřího Levého pro začínající překladatele. Je členem Českého centra Mezinárodního PEN klubu, Kruhu moderních filologů, Jazykovědného sdružení a České a Slovenské asociace amerikanistů.
Jeho manželkou byla překladatelka Alena Jindrová-Špilarová a jejich syn Štěpán je také překladatelem.

### Odborné práce
- Slovesný vid v moderní angličtině (1952), disertační práce.
- Učebnice anglického jazyka, dva díly, (Praha: SPN 1953 a 1954), spoluautor.
- Výbor anglických lékařských textů, (Praha: Univerzita Karlova 1956), společně s Přemyslem Fričem.
- Angličtina pro mimořádné způsoby studia (Praha: SPN 1960), spoluautor.
- Výbor anglických přírodovědeckých textů (Praha: SPN 1961).
- Angličtina pro vysoké školy (Praha: SPN 1961), spoluautor.
- Angličtina pro pracující (Praha: SPN 1962), spoluautor.
- Úvod do četby anglických odborných textů (Praha: SPN 1964).
- Česko-anglická konverzace (Praha: SPN 1965), společně s Ludmilou Kollmannovou a Libuší Bubeníkovou.
- Bibliografie československé moderní filologie za rok 1964 (Praha: Státní knihovna ČSSR 1966), společně s Jiřím Veselým.
- Bibliografie československé moderní filologie za rok 1965 (Praha: Státní knihovna ČSSR 1967), společně s Jiřím Veselým.
- Mluvíte anglicky? = Do you speak English? (Praha: Novinář 1971), spoluautor.
- Angličtina pro každého (Praha: SPN 1982), spoluautor.
- Welcome to English (Praha: Trizonia 1990).
- Dějiny Kanady (Praha: Lidové noviny 2000). společně s Lenkou Rovnou.

### Překlady
- Harold Acton: „Darovaný kůň“ (povídka; Odeon – Světová literatura XX, 1975, č. 6)
- James Agee: Smrt v poušti; Co vyprávěla maminka kráva (2 povídky; Odeon – Světová literatura XVIII, 1973, č. 2).
- James Aldridge: Kéž bych nezemřel (Praha: SNKLHU 1959), společně s Alenou Jindrovou-Špilarovou.
- Kingsley Amis: Jakeův problém (Praha: Odeon 1985).
- Kingsley Amis: Konečná Praha: Plus 2011).
- Kingsley Amis: Manuál každodenního pijáka (Praha: Plus 2012), společně s Ivarem Tichým.
- Katerina Anghelaki-Rookeová: „Když končí den, v těle se stmívá“ (The body grows dark together with the day; výbor z autorčiny poezie, dvojjazyčné vydání; Praha, Festival spisovatelů Praha a Nakladatelství Vlasty Brtníkové 2008; přel. Miroslav Jindra (12 básní) a Hana Žantovská (8 básní))
- Margaret Atwoodová:  Hra na vraha (Praha: BB/art 2004), společně s Viktorem Janišem.
- Margaret Atwoodová:  Dobré kosti Praha: BB/art 2005), společně s Viktorem Janišem.
- Margaret Atwoodová: Stan Praha: BB/art 2006), společně s Viktorem Janišem.
- Lionel Blue: Zadní vrátka do nebe (Praha: Tartaros 2008).
- William Boyd: Pod hvězdnatou vlajkou (Praha: Svoboda 1992).
- Paul Brodeur: Po proudu (Praha: Odeon 1977).
- Robert Browning: Já, rytíř Roland, zdravím Temnou věž, zařazeno do vydání českého překladu románu Stephena Kinga Temná věž (Praha: BETA-Dobrovský 2006).
- Richard Evelyn Byrd: Sám a sám (Praha: Mladá fronta 1966).
- Robert Olen Butler: Peklo (Praha: Plus 2011).
- Truman Capote: Chladnokrevně (Praha: Melantrich 1989).
- Joseph Campbell: Síla mýtu (Praha: Argo 2016).
- Chris Cleave: Všem statečným se odpouští (Praha: Plus 2017).
- Leonard Cohen: Květiny pro Hitlera (Praha: Mladá fronta 2004).
- Leonard Cohen: Kniha toužení (Praha: Argo 2008).
- Robin Cook: Toxin (Praha: Reader's Digest Výběr 1999).
- Jim Corbett: Chrámový tygr (Praha: Mladá fronta 1969).
- Jacques-Yves Cousteau - Philippe Cousteau: Žralok (Praha: Mladá fronta 1973).
- Michael Cunningham: Hodiny (Praha: Odeon 2002).
- Michael Cunningham: Domov na konci světa (Praha: Odeon 2005).
- Barbara Delinsky: Místo ženy (Praha: Reader's Digest Výběr 1999).
- Theodore Dreiser: Sestřička Carrie (Praha: SNKLHU 1957), společně s Alenou Jindrovou-Špilarovou.
- William Faulkner: Neznámý William Faulkner (překlad vlastního výběru povídek s komentářem). Světová literatura XXIX, 1–6). (č. 1: „Dospívání“, „Nymfolepse“; č. 2: „Don Giovanni“, „Manželka za dva dolary“; č. 3: „Žárlivost“, „Jdi tam, Mojžíši“; č. 4: „Ruka nad vodami“; č. 5: „Chemický omyl“; č. 6: „Odpoledne s krávou“, „V měsíčním svitu“) (Praha: Světová literatura 1984).
- Francis Scott Fitzgerald: Podivuhodný případ Benjamina Buttona (Praha: Argo 2009).
- Francis Scott Fitzgerald: Povídky jazzového věku (Praha: Argo 2011), povídky Podivuhodný případ Benjamina Buttona – Sedliny štěstí – Pan Moula – Jemima; společně se Zdeňkem Beranem, Lubomírem Dorůžkou, Alenou Jindrovou-Špilarovou a Zdeňkem Urbánkem.
- Oliver Goldsmith: Farář wakefieldský (Praha: SNKLHU 1954), společně společně s Alenou Jindrovou-Špilarovou.
- Janice Grahamová: Plameny lásky (Praha: Reader's Digest Výběr 2000).
- Joseph Heller: Hlava XXII (Praha: Odeon 1979).
- Joseph Heller: Nemalujte si to (Praha: BB/art 1999).
- Joseph Heller: Zavíráme! (Praha: BB/art 1995).
- Joseph Heller: Neveselá záležitost (Praha: BB/art 11996).
- Joseph Heller: Yossarian žije dál (Plzeň: Mustang 1996).
- Joseph Heller: Tehdy a teď (Praha: BB/art 1998).
- Joseph Heller: Hlava nehlava (Praha: BB/art 2003).
- Kari Hesthamarová: So long, Marianne (Praha: Mladá fronta 2017).
- Wendy Holdenová: Narodili se, aby přežili (Praha: Mladá fronta 2016).
- Howard Jones: Zločin v měnící se společnosti (Praha: Mladá fronta 1967).
- Elaine Kaganová: Něčí dítě (Praha: Reader's Digest Výběr 2000).
- Caítlin R. Kiernanová: „Jízda na bílém býkovi“ (povídka; in: Trochu divné kusy 2, Plzeň, Martin Šust & Laser-books 2006)
- Stephen King: Misery (Praha: Melantrich 1994).
- Thomas King: „Hra“ (povídka; Odeon – Světová literatura XX, 1975, č. 5)
- Marsha Kocábová: Ani tady, ani tam (Praha: Nemo 2009)
- John le Carré: Ruská sekce (Praha: Svoboda 1992).
- Peter Lovesey: Detektiv v lamé šortkách (Praha: Odeon 1985).
- Peter Lovesey: Voskové figuriny (Praha: Odeon 1985).
- Bernard Malamud: Boží milost (Praha: Akropolis 1993).
- Bernard Malamud: Nájemníci (Praha: BB/art 1997).
- Bernard Malamud: Pták židák – sebrané povídky (Praha, Rybka Publishers 1999), spolupřekladatel (povídky „Příměří“, „Benefice“, „Stálý zákazník“, „Vězení“, „Přiznání k vraždě“, „Rajtky“, „Dívka mých snů“, „Čtení na léto“).
- Robert McCrum: V tajném státě (Praha: Svoboda 1985).
- Farley Mowat: Polární vášeň (Praha: Odeon 1973).
- John Nichol: Stinger (Praha: Reader's Digest Výběr 2001).
- Avatár Prabhu (Richard Crasta): Vrať se, ó Kámasútro (Praha: Nakladatelství Faun 2003).
- Douglas Preston – Lincoln Child: Poklad (Praha: Reader's Digest Výběr 2000).
- Anthony Reynolds: Leonard Cohen – pozoruhodný život (Praha: Mladá fronta 2012), společně s Klárou Kolinskou.
- Luke Rheinhart: Kostkař, aneb, Náhoda je život (Praha: DITA 1985).
- Philip Roth: Jako každý člověk (Praha: Mladá fronta 2009).
- Robert Ruark: Medojedky (Praha: Odeon 1973).
- Joanna Russová: „Duše“ (povídka, in: Locus – To nejlepší z fantasy a science fiction, Plzeň: Laser-books 2007)
- William Gilmore Sims: Major Singleton (Praha: Melantrich 1987).
- Giles Smith: „Poslední přání“ (povídka; in: Rozhovory s andělem, Praha, BB/art 2001)
- Charles Percy Snow: Cesty moudrosti (Praha: Odeon 1978).
- Nicholas Sparks: Zápisník jedné lásky (Praha: Reader's Digest Výběr 1999).
- Tom Stoppard: Lord Malquist a pan Moon (Praha: Světová literatura XIV, 5–6, 1969).
- Karina Summer-Smithová: „Všechno jednou skončí“ (povídka; in: Trochu divné kusy 3, Praha, Martin Šust & Laser-books 3, Plzeň 2007)
- Walter Tevis: Zpěv drozda (Praha: Svoboda 1986).
- John Updike: Králík se vrací (Praha-Litomyšl: Paseka 2007).
- John Updike: Čekání (povídka; Odeon – Světová literatura XIII, 1968, č. 6)
- John Updike: Tátovy slzy (Praha-Litomyšl: Paseka 2014)
- Gore Vidal: Skandální život Aarona Burra (Praha: Odeon 1990).
- Gore Vidal: Amerika (Praha: DITA 1993).
- Kurt Vonnegut: Matka noc (Praha: Argo 2008).
- Derek Walcott: Hostina života (Praha: Nakladatelství Vlasty Brtníkové 2010).
- Edward Lewis Wallant: Nájemníci pana Moonblooma (Praha: Plus 2014).
- Douglas Warner: Smrt v horkém větru (Praha: Melantrich 1985).
- James Webb:  Císařův generál (Praha, Knižní klub 2002).
- Fay Weldonová: Život a lásky jedné ďáblice (Praha: DITA 1993).
- Tom Wicker: V aréně se lvy (Praha: Svoboda 1981).
- Keith Willey:  Lovci na Aligátoří řece (Praha: Mladá fronta 1969).

## Ocenění
- 1995 – Tvůrčí odměna za překlad knihy Josepha Hellera Zavíráme!.
- 2002 – Tvůrčí odměna za překlad knihy Michaela Cunninghama Hodiny.
- 2004 – Výroční cena nakladatelství Mladá fronta za překlad knihy Leonarda Cohena Květiny pro Hitlera.
- 2007 – Tvůrčí odměna za překlad knihy Johna Updikeho Králík se vrací.
- 2009 – Státní cena za překladatelské dílo
- 2014 – Uvedení do Síně slávy Obce překladatelů